# Rupicola
O galo-da-serra corresponde a 2 espécies de pássaros do gênero Rupicola, encontrados em florestas úmidas de áreas montanhosas da América do Sul. O galo-da-serra-andino (R. peruviana) vive na Cordilheira dos Andes da Bolívia a Venezuela, e o galo-da-serra (R. rupicola) em áreas mais erodidas ao leste, ao norte do Rio Amazonas. São aves com cerca de 30cm, muito coloridas e facilmente reconhecidas pela crista que vai da base do bico ao topo da cabeça.A dieta é basicamente de frutos, embora cacem insetos, passando boa parte do tempo no chão. Como as sementes não são destruídas no sistema digestivo, elas ainda germinam quando são defecadas, fazendo dessa ave uma importante dispersora de sementes.

Machos adultos passam boa parte do tempo em grupos chamados de leks, onde defendem locais de exibição no solo ou locais para empoleirar. Nesses grupos os machos se exibem fazendo chamados, mostrando a plumagem, sacudindo a cabeça, pulando nos poleiros e sacudindo as asas. As fêmeas então escolhem os parceiros e constroem seus ninhos em paredões rochosos, onde geralmente são postos 2 ovos.